# الجامعة الألمانية للرياضة في كولونيا
الجامعة الألمانية للرياضة في كولونيا هي جامعة رياضية في كولونيا، ألمانيا.

## تاريخ
تأسست جامعة كولونيا الرياضية في عام 1947. بعد أن غيرت جامعة الرياضة اسمها إلى «جامعة الرياضة الألمانية» في عام 1965 حصلت على المركز الرسمي كجامعة في عام 1970. وبعد إعادة توحيد ألمانيا، حلت جامعة لايبتزغ الألمانية في ألمانيا الشرقية، تاركة جامعة كولونيا الرياضية باعتبارها الوحيدة في ألمانيا.

## تصنيف
في ترتيب شنغهاي العالمي 2020 لمدارس وأقسام العلوم الرياضية، جامعة الرياضة الألمانية كولونيا في المرتبة 17 في العالم والأولى في ألمانيا.